# Distrikt Portalegre
Der Distrikt Portalegre (Distrito de Portalegre) ist ein Distrikt Portugals, der sich zum größten Teil aus der traditionellen Provinz Alto Alentejo und einigen Kreisen des Ribatejo zusammensetzt. Der Distrikt Portalegre grenzt an den Distrikt Castelo Branco im Norden, Spanien im Osten, den Distrikt Évora im Süden und den Distrikt Santarém im Westen. Fläche: 6065 km². Einwohner (2001): 127.018. Hauptstadt des Distrikts: Portalegre. Kfz-Kennzeichen für Anhänger: PT.
Der Distrikt Portalegre ist in 15 Kreise (municípios) eingeteilt:
| Kreis               | Anzahl Gemeinden | Einwohner (2021) | Fläche km² | Dichte Einw./km² | LAU- Code | Region   | Unterregion   |
| ------------------- | ---------------- | ---------------- | ---------- | ---------------- | --------- | -------- | ------------- |
| Alter do Chão       | 4                | 3.044            | 362,06     | 8                | 1201      | Alentejo | Alto Alentejo |
| Arronches           | 3                | 2.789            | 314,65     | 9                | 1202      | Alentejo | Alto Alentejo |
| Avis                | 6                | 3.812            | 605,95     | 6                | 1203      | Alentejo | Alto Alentejo |
| Campo Maior         | 3                | 8.042            | 247,20     | 33               | 1204      | Alentejo | Alto Alentejo |
| Castelo de Vide     | 4                | 3.116            | 264,91     | 12               | 1205      | Alentejo | Alto Alentejo |
| Crato               | 4                | 3.225            | 398,07     | 8                | 1206      | Alentejo | Alto Alentejo |
| Elvas               | 7                | 20.730           | 631,28     | 33               | 1207      | Alentejo | Alto Alentejo |
| Fronteira           | 3                | 2.858            | 248,59     | 11               | 1208      | Alentejo | Alto Alentejo |
| Gavião              | 4                | 3.394            | 294,59     | 12               | 1209      | Alentejo | Alto Alentejo |
| Marvão              | 4                | 3.021            | 154,90     | 20               | 1210      | Alentejo | Alto Alentejo |
| Monforte            | 4                | 2.992            | 420,25     | 7                | 1211      | Alentejo | Alto Alentejo |
| Nisa                | 7                | 5.952            | 575,67     | 10               | 1212      | Alentejo | Alto Alentejo |
| Ponte de Sor        | 5                | 15.248           | 839,71     | 18               | 1213      | Alentejo | Alto Alentejo |
| Portalegre          | 7                | 22.340           | 447,14     | 50               | 1214      | Alentejo | Alto Alentejo |
| Sousel              | 4                | 4.360            | 279,32     | 16               | 1215      | Alentejo | Alto Alentejo |
| Distrikt Portalegre | 69               | 104.923          | 6.084,29   | 17               | 12        | –        | –             |

Gemäß der aktuellen Hauptaufteilung des Landes fügt sich der Distrikt in die Region Alentejo ein. Die Kreise sind alle der Subregion Alto Alentejo zugeordnet.
Im Distrikt befinden sich an Sehenswürdigkeiten aus der Vorzeit:
- der 7,15 m hohe Menhir da Meada (an der Straße Portalegre nach Castelo de Vide)
- der Parque megalítico dos Coureleiros
- die Anta dos Pombais
- der Menhir Agua da Cuba
- die römische Ruinenstadt Ammaia (das heutige São Salvador da Aramenha) und röm. Brücke
- die Anta da Nave do Grou
- die Anta de Melriça
- die Antas dos Saragonheiros

Koordinaten: 39° 18′ N, 7° 30′ W